# (4192) Breysacher
(4192) Breysacher (1981 DH) – planetoida z grupy pasa głównego asteroid okrążająca Słońce w ciągu 5,75 lat w średniej odległości 3,21 j.a. Odkryta 28 lutego 1981 roku.